# Société de médecine de Marseille
La Société de médecine de Marseille est une société savante fondée à Marseille en 1810.

## Membres
- Jean-Baptiste Timothée Baumes
- François Gabriel Boisseau, médecin militaire
- Gilbert Breschet
- Louis Castagne
- Antoine Clot, médecin
- Barthélemy Combalat, chirurgien
- François-Emmanuel Fodéré
- Joseph Gensoul membre correspondant
- Jean-François Levrat-Perrotton
- Pierre Étienne Martin
- Charles-Prosper Ollivier
- Charles Ozanam, médecin
- Pierre Scipion Payan
- Auguste Adolphe Marc Reynaud (en)
- Jules Roux (sv), chirurgien
- Jean Boniface Textoris, chirurgien